# Lewasz (rejon totiemski)
Lewasz (ros. Леваш) – wieś w Rosji, w rejonie totiemskim obwodu wołogodzkiego. W 2010 r. liczyła 4 mieszkańców.